# Samsung Galaxy A30s
O Samsung Galaxy A30s é um smartphone Android desenvolvido e fabricado pela Samsung Electronics. Faz parte da série Galaxy A, que é voltada para o mercado intermediário. O telefone possui uma tela HD+ Infinity-V de 6,4 polegadas, uma bateria Li-Po de 4.000 mAh e uma câmera tripla na parte traseira, sendo a principal de 25 MP. Ele já vem com o sistema operacional Android Pie.